# William Mutwol
William Mutwol (Kenia, 10 de octubre de 1967) es un atleta keniano retirado, especializado en la prueba de 3000 m obstáculos en la que llegó a ser medallista de bronce olímpico en 1992.

## Carrera deportiva
En los JJ. OO. de Barcelona 1992 ganó la medalla de bronce en los 3000 m obstáculos, con un tiempo de 8:10.74 segundos, siendo superado por sus compatriotas kenianos Matthew Birir y Patrick Sang.